# Ca n'Aguedet
Ca n'Aguedet és un restaurant de cuina tradicional menorquina al municipi d'Es Mercadal, a Menorca.

Obert el 1983 per la cuinera na Àgueda Valdell i els germans Miquel i Crispín Mariano.

Ca n'Agadet és conegut per la seva cuina tradicional menorquina. Més enllà de la clàssica "caldereta de llagosta", destaquen els "cargols amb cranca". 

En Crispín Mariano era un enamorat del vi i va ser pioner en la recuperació de les vinyes i producció de vi a Menorca. Els vins casolans d'en Crispín se servien a ca n'Aguedet i posteriorment va fundar les “Bodegas Menorquinas”.